# Axiom Space
Axiom Space est une entreprise américaine du domaine de l'astronautique et du vol spatial fondée en 2016 par Michael Suffredini, issu de la National Aeronautics and Space Administration (NASA) de 2005 à 2015 en tant que chef du programme de la Station spatiale internationale, et le Dr Kam Ghaffarian (en). L'entreprise propose des vols à des astronautes privés vers la Station spatiale internationale, et à terme prévoit de construire sa propre station. Son siège se situe à Houston au Texas, à proximité directe du Johnson Space Center, le centre de la NASA dédié aux missions spatiales habitées.

## Historique

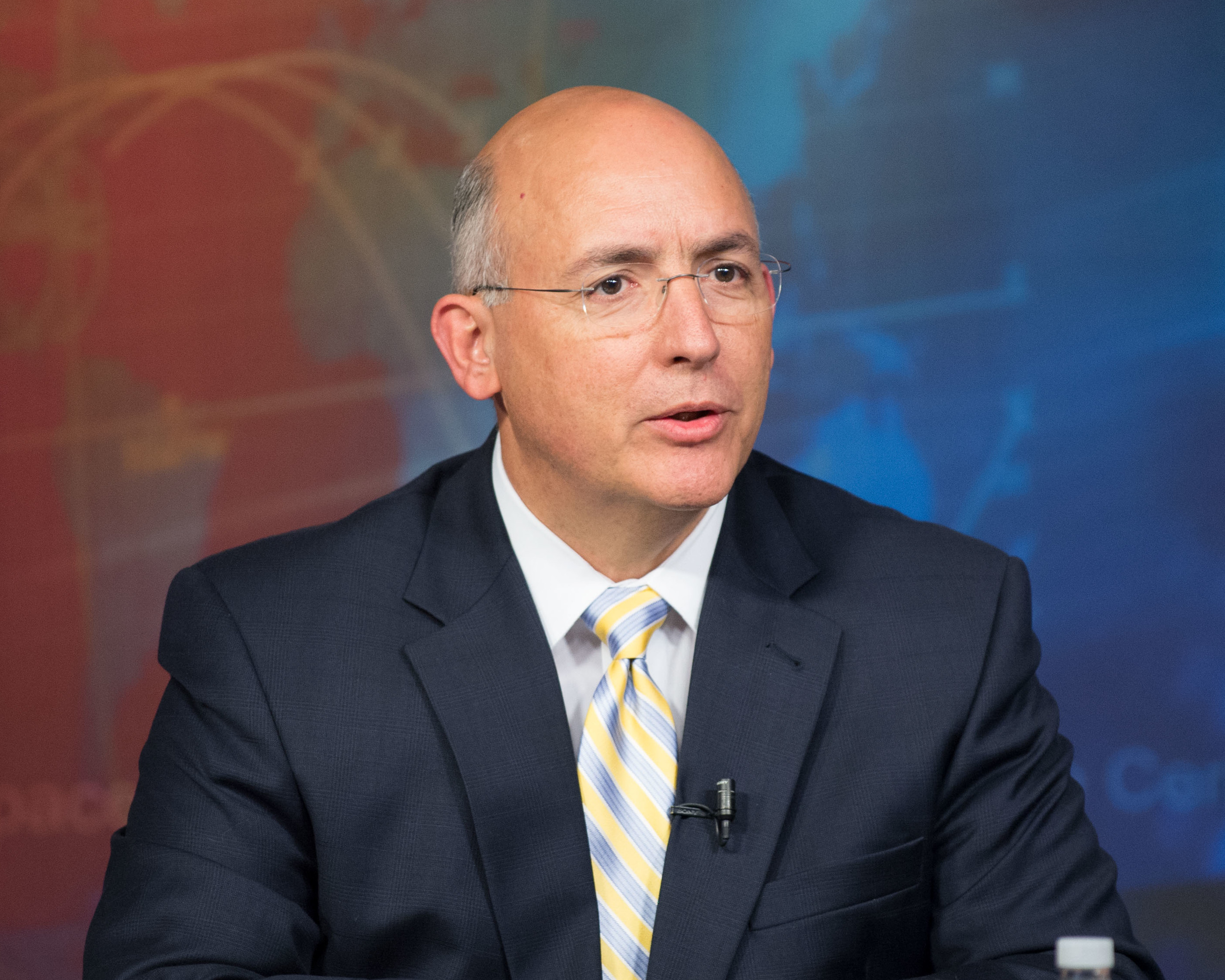
Michael Suffredini en 2012

Après avoir pris sa retraite de la NASA, le PDG d'Axiom Space Michael Suffredini, ainsi que son cofondateur Kam Ghaffarian ont lancé la compagnie pour cibler le marché émergent des vols spatiaux commerciaux. Ghaffarian est un ingénieur et un entrepreneur qui a vendu sa société, Stinger Ghaffarian Technologies, Inc, un important sous-traitant de la NASA, à KBR en 2018.
Le 27 janvier 2020, la NASA annonce qu'Axiom Space s'est vu attribuer un contrat de 140 millions de dollars, dans le cadre du programme NextSTEP Appendice I, pour l'installation d'un module sur la station spatiale internationale, au port d'amarrage avant du module Harmony, en lieu et place du PMA-2 et de IDA-2, qui seront déplacés. L'entreprise prévoit à terme d'installer jusqu'à 4 modules, qui seront ensuite séparés pour former une station spatiale indépendante.
Axiom Space a été la seule proposition sélectionnée à l'issue du processus d'appel d'offres prévu en 2019. Bigelow Aerospace n'a pas soumis de proposition et a par la suite cessé ses activités (alors qu'elle était la seule à avoir lancé dans l'espace des prototypes).
Axiom Space annonce le 3 mars 2020 qu'elle a signé un contrat avec l'entreprise SpaceX pour un vol privé sur le Crew Dragon, afin que 3 astronautes privés et un astronaute professionnel séjournent une dizaine de jours sur l'ISS. Le vol est prévu pour le 30 mars 2022.
Début juin 2021, Axiom Space a annoncé un accord avec SpaceX qui a ajouté trois vols habités supplémentaires vers l'ISS, pour un total de quatre.
En 2024, l'entreprise révèle être confrontée à des difficultés financières,.

## Station spatiale Axiom
Axiom Space prévoit de construire sa propre station spatiale, tout d'abord en tant que composante de l'ISS, puis de détacher de celle-ci à la fin de sa vie et de la rendre autonome.

## Missions

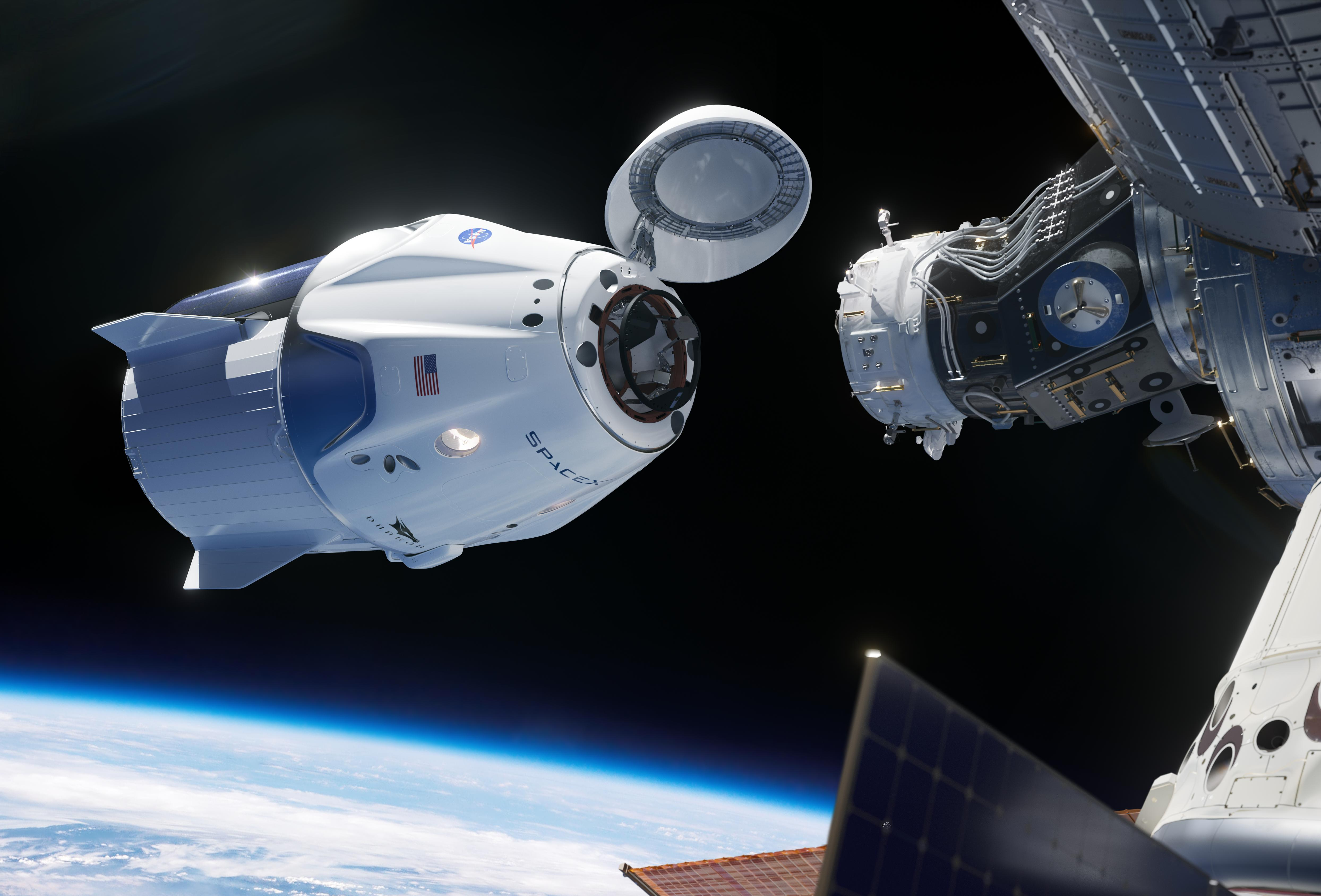
Illustration du vaisseau spatial SpaceX Crew Dragon approchant de l'ISS.

Axiom Space fournit des services de vols spatiaux habités aux particuliers, aux entreprises et aux agences spatiales. Les missions vers la Station spatiale internationale sont proposées par Axiom Space, avec une mission de 10 jours comprenant 15 semaines de formation. En plus de la formation, Axiom Space précise que les forfaits comprennent la planification de la mission, le développement du matériel, le support de vie, le soutien médical, les provisions pour l'équipage, les certifications de matériel et de sécurité, les opérations en orbite et la gestion de la mission. Les missions peuvent s'étendre sur des périodes plus longues en fonction de l'objectif du vol spatial. Les anciens astronautes de la NASA Peggy Whitson et Michael López-Alegría sont des employés et servent en tant que commandants de missions,.

### SpaceX Axiom Space-1
AX-1 est une mission spatiale habitée commerciale du vaisseau Crew Dragon de SpaceX vers la Station spatiale internationale (ISS). Le vol est lancé le 8 avril 2022 et envoie quatre personnes vers l'ISS pour un séjour d'environ deux semaines : Michael López-Alegría, Larrry Connor, Eytan Stibbe et Mark Pathy.

### AX-2
AX-2 est une mission commerciale de Crew Dragon vers l'ISS. Le vol a eu lieu en mai 2023 et a envoyé quatre personnes vers l'ISS, deux américains (Peggy Whitson, John Shoffner) et deux astronautes saoudiens (Ali Al-Qarni, Rayyanah Barnawi).

### AX-3
AX-3 est une mission commerciale de Crew Dragon vers l'ISS. Le vol a lieu en janvier-février 2024 et a envoyé quatre personnes vers l'ISS, l'italien Walter Villadei, l'astronaute de l'ESA Marcus Wandt, et l’astronaute turc Alper Gezeravcı, ainsi que l'astronaute professionnel de la Nasa Michael López-Alegría.

### AX-4
AX-4 est une mission commerciale prévue de Crew Dragon vers l'ISS. Le vol sera lancé en octobre 2024 et enverra quatre personnes dans l'ISS, dont un astronaute polonais.

## Liste des vols
| Vol n° | Mission                        | Patch | Capsule        | Lancement       | Retour          | Équipage                                                               | Résultat |
| ------ | ------------------------------ | ----- | -------------- | --------------- | --------------- | ---------------------------------------------------------------------- | -------- |
| 1      | Axiom Space-1                  |       | C206 Endeavour | 8 avril 2022    | 25 avril 2022   | Michael López-Alegría Larry Connor Eytan Stibbe Mark Pathy             | Succès   |
| 1      | Premier vol privé vers l'ISS   |       |                |                 |                 |                                                                        |          |
| 2      | Axiom Space-2                  |       | C212 Freedom   | 21 mai 2023     | 31 mai 2023     | Peggy Whitson John Shoffner Ali Al-Qarni Rayyanah Barnawi              | Succès   |
| 2      | Deuxième vol privé vers l'ISS  |       |                |                 |                 |                                                                        |          |
| 3      | Axiom Space-3                  |       | C212 Freedom   | 18 janvier 2024 | 9 février 2024  | Michael López-Alegría Walter Villadei Alper Gezeravcı Marcus Wandt     | Succès   |
| 3      | Troisième vol privé vers l'ISS |       |                |                 |                 |                                                                        |          |
| 4      | Axiom Space-4                  |       | C213 Grace     | 25 juin 2025    | 15 juillet 2025 | Peggy Whitson Shubhanshu Shukla Sławosz Uznański-Wiśniewski Tibor Kapu | Succès   |
| 4      | Quatrième vol privé vers l'ISS |       |                |                 |                 |                                                                        |          |

## Combinaisons spatiales
Axiom Space et Collins Aerospace remportent en juin 2022 l'appel d'offre du programme Exploration Extravehicular Activity Services (xEVAS) de la NASA pour concevoir les combinaisons spatiales qui doivent être utilisées sur la Lune lors des missions Artemis et celles qui doivent être utilisées en orbite terrestre (ISS) afin de remplacer les Extravehicular Mobility Unit,. En septembre 2022, Axiom Space est choisie pour développer la combinaison lunaire et Collins Aerospace, en décembre 2022, se voit confier la réalisation de la combinaison destinée à l'ISS. Cependant, en juillet 2023, l'agence spatiale américaine demande aux deux entreprises de développer une seconde déclinaison de leurs combinaisons, afin qu'elles puissent être adaptées aux deux usages, sur la Lune et en orbite basse. En octobre 2023, Axiom Space annonce un partenariat avec Prada pour profiter de son expertise sur les technologies de pointe afin de développer les combinaisons spatiales Artemis.
Fin novembre 2023, la Cour des Comptes américaine (GAO) produit un rapport sur l'avancement du programme Artemis qui souligne le retard pris par deux des composants majeurs : le vaisseau lunaire Starship HLS de SpaceX et la combinaison spatiale développée par la société Axiom. Sur la base des métriques fournies par des projets spatiaux antérieurs, le rapport estime que le lancement d'Artemis III - première mission du programme devant déposer des hommes sur la Lune - qui est programmé en 2025, ne pourra pas avoir lieu avant 2027. En ce qui concerne la combinaison Axiom, le rapport indique que des fonctionnalités critiques sont en cours de conception car les spécifications initiales de la NASA ont dû être modifiées.
En octobre 2024, Axiom et Prada présentent un design qualifié de « conception de vol », relativement étudié et abouti.